# 하이지마역
하이지마역(일본어: 拝島駅, はいじまえき)은 일본 도쿄도 아키시마시에 있는 철도역이다.
동일본 여객철도 오메 선, 이쓰카이치 선, 하치코 선과 세이부 철도 하이지마 선 열차가 정차하는 환승역이기도 하다. 또한 화물역(JR화물) 기능도 수행한다.
타는 곳 일부는 훗사시에도 걸쳐져 있다.

## 타는 곳
| ↑ 세이부 다치카와, 고미야, 아키시마 |
| \| 7 6 \| 5 4 \| 3 2 \| 1           |
| 히가시훗사, 우시하마, 구마가와 ↓    |

### 동일본 여객철도
| 1 | ■ 이쓰카이치 선 | 아키가와·무사시이쓰카이치 방면                  |
| 1 | ■ 오메 선       | 다치카와·신주쿠·도쿄 방면 (일부 열차만 사용함)  |
| 1 | ■ 하치코 선     | 하코네가사키·고마가와 방면 (일부 열차만 사용함) |
| 2 | ■ 오메 선       | 오메·오쿠타마 방면                              |
| 2 | ■ 이쓰카이치 선 | 아키가와·무사시이쓰카이치 방면                  |
| 3 | ■ 오메 선       | 다치카와·신주쿠·도쿄 방면                       |
| 4 | ■ 하치코 선     | 하코네가사키·고마가와·가와고에 방면             |
| 4 | ■ 하치코 선     | 하치오지 방면 (일부 열차만 사용함)              |
| 5 | ■ 하치코 선     | 하치오지 방면                                   |

### 세이부 철도
| 6·7 | ■ 하이지마 선 | 다마가와조스이·고다이라·다나시·세이부 신주쿠 방면 |

## 역세권 정보
- 국도 16호선
- 주일 미군 요코타 기지
- 다마가와 상수(玉川上水)

## 역사
- 1894년 11월 19일: 오메 철도(오메 전기철도의 전신. 지금의 오메 선 관리) 소속 역으로 영업 개시.
- 1925년 4월 21일 : 이쓰카이치 철도(지금의 이쓰카이치 선 관리) 하이지마 임시 승강장 설치.
- 1925년 5월 15일 : 이쓰카이치 철도 하이지마 임시 승강장 철거(당역까지 연장되었기 때문.)
- 1930년 7월 13일 : 이쓰카이치 철도 다치카와 - 당역 구간 개통.
- 1931년 12월 10일 : 일본국유철도 하치코 선 개통(하치오지 - 히가시한노)
- 1940년 10월 3일 : 이쓰카이치 철도가 남부철도에 합병됨.
- 1944년 4월 1일 : - 오메 전기철도 및 남부철도의 국유화.
- 1944년 10월 11일 : 이쓰카이치 선 선로 운행 중단.(옛 이쓰카이치 철도 선로 다치카와 - 당역 구간만 해당됨. 사실상 철거.)
- 1968년 5월 15일 : 세이부 철도 하이지마 선 다마가와조스이 - 당역간 개통.
- 1987년 4월 1일 : 국유 철도 민영화.(동일본 여객철도 및 일본화물철도 소속 역으로 변경.)
- 1991년 1월 27일 : 오메 선 타는 곳(2,3번 타는 곳) 확장.
- 2005년 12월 4일 : 하치코 선 타는 곳 확장.

## 인접역
| 오메 선                                      | 오메 선                              | 오메 선                        |
| -------------------------------------------- | ------------------------------------ | ------------------------------ |
| 다치카와 도쿄 방면                           | 오메 라이너                          | 가베 오메 방면                 |
| 아키시마 다치카와 방면                       | 오메 선                              | 우시하마 오메 방면             |
| 동일본 여객철도 이쓰카이치 선                |                                      |                                |
| (일부는 오메 선 다치카와 방면으로 직결 운행) |                                      | 구마가와 무사시이쓰카이치 방면 |
| 동일본 여객철도 ■ 하치코 선                  |                                      |                                |
| 고미야 하치오지 방면                         |                                      | 히가시훗사 고마가와 방면       |
| 세이부 철도 ■ 하이지마 선                    |                                      |                                |
| 세이부 다치카와 세이부 신주쿠 방면           | ■ 하이지마 쾌속 ■ 급행 ■ 준급 ■ 보통 | 시·종착역                      |